# Leucopis scutellata
Leucopis scutellata is een vliegensoort uit de familie van de Chamaemyiidae. De wetenschappelijke naam van de soort is voor het eerst geldig gepubliceerd in 1935 door Frey.